# Torneo preolimpico CONMEBOL 1992
Il Torneo preolimpico CONMEBOL 1992 è stata la nona edizione del torneo.

## Formula
La formula prevedeva due gironi eliminatorî, costituiti da due gironi all'italiana da cinque squadre ciascuno, e un girone finale atto a selezionare le due qualificate per il torneo di Barcellona 1992. Ad Asunción si disputò il girone finale. Si assegnavano 2 punti per la vittoria, 1 per il pareggio e 0 per la sconfitta. Dei 26 incontri previsti se ne disputarono 25, giacché Cile-Bolivia, in programma il 10 febbraio, fu annullata prima d'essere giocata.

## Prima fase

### Gruppo A

#### Classifica
| Pos. | Squadra   | Pt | G | V | N | P | GF | GS | DR |
| ---- | --------- | -- | - | - | - | - | -- | -- | -- |
| 1.   | Colombia  | 7  | 4 | 3 | 1 | 0 | 10 | 1  | +9 |
| 2.   | Paraguay  | 5  | 4 | 2 | 1 | 1 | 8  | 2  | +6 |
| 2.   | Brasile   | 5  | 4 | 2 | 1 | 1 | 4  | 4  | 0  |
| 4.   | Perù      | 2  | 4 | 1 | 0 | 3 | 6  | 13 | -7 |
| 5.   | Venezuela | 1  | 4 | 0 | 1 | 3 | 1  | 9  | -8 |

#### Risultati
| Arbitro: | Nieves |

|                    |           |  |
| Gamarra 89’ (rig.) | Marcatori |  |

| Arbitro: | Castrilli |

|                |           |             |
| Élber 52’, 63’ | Marcatori | 80’ Zegarra |

| Arbitro: | Lamolina |

|  |           |                  |
|  | Marcatori | 7’ Márcio Santos |

| Arbitro: | Rodas |

|                                            |           |             |
| Lozano 8’ Valenciano 15’, 61’ Restrepo 83’ | Marcatori | 53’ Maestri |

| Arbitro: | Dluzniewski |

|                                     |           |  |
| Zegarra 15’, 18’ (rig.) Maestri 20’ | Marcatori |  |

| Arbitro: | Peña |

|                     |           |  |
| Valenciano 40’, 67’ | Marcatori |  |

| Arbitro: | Robles |

|                                                             |           |               |
| Gamarra 48’, 55’ Neffa 70’, 82’ Cardozo 75’, 83’ Duarte 86’ | Marcatori | 61’ Basombrio |

| Arbitro: | Castrilli |

|                                                    |           |  |
| Bermúdez 53’ Botero 70’ Gaviria 79’ Valenciano 90’ | Marcatori |  |

| Arbitro: | Nieves |

|               |           |                  |
| Elivélton 69’ | Marcatori | 37’ E. Rodríguez |

| Asunción 9 febbraio 1992 | Paraguay | 0 – 0 referto | Colombia | Estadio Defensores del Chaco\| Arbitro: \| Rodas \| |
| Arbitro:                 | Rodas    |               |          |                                                     |

### Gruppo B

#### Classifica
| Pos. | Squadra   | Pt | G | V | N | P | GF | GS | DR |
| ---- | --------- | -- | - | - | - | - | -- | -- | -- |
| 1.   | Ecuador   | 6  | 4 | 3 | 0 | 1 | 11 | 3  | +8 |
| 2.   | Uruguay   | 6  | 4 | 3 | 0 | 1 | 7  | 3  | +4 |
| 3.   | Argentina | 5  | 4 | 2 | 1 | 1 | 4  | 3  | +1 |
| 4.   | Cile      | 1  | 3 | 0 | 1 | 2 | 2  | 7  | -5 |
| 5.   | Bolivia   | 0  | 3 | 0 | 0 | 3 | 1  | 9  | -8 |

#### Risultati
| Arbitro: | Rezende |

|                             |           |  |
| P. Hurado 6’ E. Hurtado 17’ | Marcatori |  |

| Arbitro: | Verdún |

|             |           |  |
| Simeone 42’ | Marcatori |  |

| Arbitro: | Marsiglia |

|               |           |  |
| Saralegui 10’ | Marcatori |  |

| Arbitro: | Tejada |

|                    |           |  |
| Berizzo 85’ (rig.) | Marcatori |  |

| Arbitro: | Torres |

|                                                       |           |           |
| Chávez 7’ (aut.) Fernández 26’ Chalá 46’ Carabalí 86’ | Marcatori | 21’ Ramos |

| Arbitro: | Rezende |

|            |           |              |
| Flores 58’ | Marcatori | 83’ Castillo |

| Arbitro: | Núñez |

|                                               |           |  |
| Saralegui 24’ Tejera 42’ Silva 47’ Chabat 59’ | Marcatori |  |

| Arbitro: | Marsiglia |

|                                                                   |           |              |
| E. Hurtado 7’, 24’ Fernández 31’ I. Hurtado 55’ Musrri 61’ (aut.) | Marcatori | 53’ Castillo |

| Asunción 10 febbraio 1992 | Cile | – | Bolivia | Estadio Defensores del Chaco |

| Arbitro: | Torres |

|                         |           |             |
| Saralegui 42’ Dorta 62’ | Marcatori | 33’ Latorre |

## Fase finale

### Classifica
| Pos. | Squadra  | Pt | G | V | N | P | GF | GS | DR |
| ---- | -------- | -- | - | - | - | - | -- | -- | -- |
| 1.   | Paraguay | 5  | 3 | 2 | 1 | 0 | 2  | 0  | +2 |
| 2.   | Colombia | 3  | 3 | 1 | 1 | 1 | 4  | 2  | +2 |
| 2.   | Uruguay  | 3  | 3 | 1 | 1 | 1 | 1  | 3  | -2 |
| 4.   | Ecuador  | 1  | 3 | 0 | 1 | 2 | 1  | 3  | -2 |

### Risultati
| Arbitro: | Castrilli |

|                               |           |  |
| Asprilla 32’, 54’ Pacheco 68’ | Marcatori |  |

| Arbitro: | Rezende |

|             |           |  |
| Gamarra 76’ | Marcatori |  |

| Arbitro: | Marsiglia |

|            |           |  |
| Yegros 29’ | Marcatori |  |

| Arbitro: | Peña |

|               |           |  |
| Saralegui 75’ | Marcatori |  |

| Asunción 16 febbraio 1992 | Paraguay | 0 – 0 | Uruguay | Estadio Defensores del Chaco (40.000 spett.)\| Arbitro: \| Arboleda \| |
| Arbitro:                  | Arboleda |       |         |                                                                        |

| Arbitro: | Castrilli |

|                |           |           |
| Aristizábal 7’ | Marcatori | 10’ Chalá |